# Carl Anders Rohdin
Carl Anders Rohdin (ur. 2 kwietnia 1834 w Sztokholmie, zm. 22 maja 1915 w Säffle) – cukiernik oraz poeta, jako pierwszy otrzymał szwedzkie odznaczenie Litteris et Artibus w 1860, ustanowioną przez króla Karola XV. Rohdin przeniósł się do Säffle w 1880, gdzie pracował jako cukiernik aż do śmierci